# Olek Krupa
Olek Krupa (Rybnik, 18 marzo 1947) è un attore e regista polacco.

## Biografia
È conosciuto per la sua interpretazione del detenuto russo Jurij Kosygin nella serie televisiva della HBO Oz, ma ha anche partecipato a numerosi film, tra cui 9 settimane e ½ (1986), Facile preda (1995), Thirteen Days (2000), Behind Enemy Lines - Dietro le linee nemiche (2001), The Italian Job (2003) e Salt (2010).

## Vita privata
È stato sposato con Noa Ain, una compositrice e musicista deceduta nel 2019 e da cui ha avuto una figlia, Julia Ain Krupa, designer e regista.

## Filmografia parziale

### Cinema
- 9 settimane e ½ (9½ Weeks), regia di Adrian Lyne (1986)
- Chiamami di notte (Call Me), regia di Sollace Mitchell (1988)
- Arcobaleno nero (Black Rainbow), regia di Mike Hodges (1989)
- Crocevia della morte (Miller's Crossing), regia di Joel ed Ethan Coen (1990)
- Uomini d'onore (Men of Respect), regia di William Reilly (1990)
- Mac, regia di John Turturro (1992)
- Vado a vivere a New York (Naked in New York), regia di Daniel Algrant (1993)
- Coppia d'azione (Undercover Blues), regia di Herbert Ross (1993)
- Facile preda (Fair Game), regia di Andrew Sipes (1995)
- L'eliminatore - Eraser (Eraser), regia di Chuck Russell (1996)
- Un colpo di fulmine (Kicked in the Head), regia di Matthew Harrison (1997)
- Mamma, ho preso il morbillo (Home Alone 3), regia di Raja Gosnell (1997)
- Semplicemente irresistibile (Simply Irresistible), regia di Mark Tarlov (1999)
- Da ladro a poliziotto (Blue Streak), regia di Les Mayfield (1999)
- The Opportunists, regia di Myles Connell (2000)
- Thirteen Days, regia di Roger Donaldson (2000)
- Behind Enemy Lines - Dietro le linee nemiche (Behind Enemy Lines), regia di John Moore (2001)
- The Italian Job, regia di F. Gary Gray (2003)
- Il quinto paziente (The Fifth Patient), regia di Amir Mann (2007)
- Burn After Reading - A prova di spia (Burn After Reading), regia di Joel ed Ethan Coen (2008)
- Basta che funzioni (Whatever Works), regia di Woody Allen (2009)
- Salt, regia di Phillip Noyce (2010)
- Un giorno questo dolore ti sarà utile (Someday This Pain Will Be Useful to You), regia di Roberto Faenza (2011)
- X-Men - L'inizio (X-Men: First Class), regia di Matthew Vaughn (2011)
- Il dittatore (The Dictator), regia di Larry Charles (2012)
- Admission - Matricole dentro o fuori (Admission), regia di Paul Weitz (2013)
- Blood Ties - La legge del sangue (Blood Ties), regia di Guillaume Canet (2013)
- Il diritto di contare (Hidden Figures), regia di Theodore Melfi (2016)
- Fast & Furious 8 (The Fate of the Furious), regia di F. Gary Gray (2017)
- Sotto sequestro (Bel Canto), regia di Paul Weitz (2018)
- Freestyle, regia di Maciej Bochniak (2023)
- Reagan - Un presidente sotto i riflettori (Reagan), regia di Sean McNamara (2024)

### Televisione
- Miami Vice – serie TV, episodio 4x06 (1987)
- I giorni dell'atomica (Day One), regia di Joseph Sargent – film TV (1989)
- Oz – serie TV, 2 episodi (1999)
- Law & Order - Unità vittime speciali (Law & Order: Special Victims Unit) – serie TV, episodio 1x12 (2000)
- Law & Order: Criminal Intent – serie TV, episodio 3x01 (2003)
- Detective Monk (Monk) – serie TV, episodio 3x01 (2004)
- Blue Bloods – serie TV, episodio 1x12 (2011)
- White Collar – serie TV, episodio 3x06 (2011)
- Person of Interest – serie TV, episodio 1x07 (2011)
- The Americans – serie TV, 3 episodi (2013)
- The Blacklist – serie TV, episodio 2x11 (2015)
- Iron Fist – serie TV, 3 episodi (2017)
- Elementary – serie TV, episodio 5x21 (2017)
- New Amsterdam - serie TV, 1 episodio (2021)
- WeCrashed - miniserie TV, episodio 1x01 (2022)
- The Staircase - Una morte sospetta - miniserie TV, episodio 1x02 (2022)

## Doppiatori italiani
Nelle versioni in italiano delle opere in cui ha recitato, Olek Krupa è stato doppiato da:
- Sandro Sardone ne L'eliminatore - Eraser, Da ladro a poliziotto
- Alberto Angrisano in NCIS - Unità anticrimine, The Staircase - Una morte sospetta
- Dario Penne in Blue Bloods, Person of Interest
- Edoardo Siravo in Crocevia della morte
- Paolo Marchese in Law & Order - I due volti della giustizia
- Sergio Di Stefano in Mamma, ho preso il morbillo
- Michele Gammino in The Opportunists
- Francesco Pannofino in Thirteen Days
- Gianni Giuliano ne Il diritto di contare
- Mino Caprio in The Americans
- Pasquale Anselmo in Law & Order - Unità vittime speciali
- Augusto Di Bono in Law & Order: Criminal Intent
- Giovanni Petrucci in Detective Monk
- Gaetano Varcasia in White Collar
- Massimo Foschi in Elementary
- Mario Zucca in Reagan - Un presidente sotto i riflettori